# Daniel Kaiser (Voltigierer)
Daniel Kaiser (* 23. September 1986 in Leipzig) ist ein deutscher Voltigierer, Sportfotograf und Journalist.

## Werdegang
Sein bisheriger Karrierehöhepunkt war der Gewinn des FEI Weltcup-Finale im März 2016 in Dortmund mit seinem Pferd Down Under LR an der Longe von Nina Vorberg. Weitere Erfolge sind die Bronzemedaille bei der Weltmeisterschaft 2008 im tschechischen Brno sowie Bronze bei der Europameisterschaft 2009 in Bökeberg (Schweden), jeweils mit dem Pferd Merkur. Kaiser wird trainiert von seiner Heimtrainerin Nicole Oleszak sowie Co-Bundestrainer Kai Vorberg.
Gemeinsam mit Peter Höppner aus Düsseldorf entwickelte Daniel Kaiser den Galoppsprung des galoppierenden Holzpferdes Movie sowie das Voltigier-Trainingsgerät Handstand-Swing.
Kaiser ist Erfinder und Leiter der Showtruppe Tra-Volta, einer Kombination aus den Sportarten Voltigieren, Akrobatik/Turnen und Parkour auf einem Trabant 601S. Dafür arbeitet er zusammen mit dem Leipziger Parkourverein Twio X. Die Showtruppe Tra-Volta trat seit der Premiere beim Pfingstturnier 2008 in Wiesbaden bei über 30 Pferdesportveranstaltungen auf, unter anderem bei den Munich Indoors in München 2009, dem Weltcup-Finale der Voltigierer in Graz/AUT 2015 sowie der Partner Pferd in Leipzig 2016.
Daniel Kaiser ist seit 2011 verheiratet und hat zwei Kinder.

## Erfolge
Die benannten Erfolge wurden jeweils im Einzelvoltigieren der Herren errungen.
- Weltcup-Finale: 
  - 2011, Leipzig: 5. Platz mit Down Under LR, Longenführerin: Katja Rutzke (6,817 Punkte)
  - 2016, Dortmund: 1. Platz mit Down Under LR, Longenführerin: Nina Vorberg (8,757 Punkte)

- Weltreiterspiele:
  - 2010, Lexington KY: 5. Platz mit Airbus, Longenführerin: Irina Lenkeit (8,157 Punkte)

- Weltmeisterschaften
  - 2008, Brünn: 3. Platz mit Merkur, Longenführer: Gerhard Kluger[7]

- Europameisterschaften
  - 2009, Malmö: 3. Platz mit Merkur, Longenführer: Gerhard Kluger

- Deutsche Meisterschaften:
  - 2004, Alsfeld: 8. Platz mit Loriot, Longenführer: Gerhard Kluger
  - 2006, Freudenberg: 6. Platz mit Igor, Longenführer: Gerhard Kluger
  - 2007, Steinfeld: 2. Platz mit Prinz, Longenführer: Andreas Bäßler[8]
  - 2008, Alsfeld: 2. Platz mit Merkur, Longenführer: Gerhard Kluger
  - 2009, Klein Partwitz: 3. Platz mit Merkur, Longenführer: Gerhard Kluger
  - 2010, Leipzig: 2. Platz mit Merkur, Longenführer: Gerhard Kluger
  - 2015, Alsfeld: 3. Platz mit Down Under LR, Longenführer: Andreas Bäßler (8,351 Punkte)[9]

## Pferde
- Down Under LR (* 2002), Hannoveraner Fuchswallach, Vater: Don Frederico, Muttervater: Natiello xx[10]
- Merkur 125 (* 1991, † 2011), brauner Wallach, Vater: Morgan[11]